# Jerry Lee Lewis
 For alternative betydninger, se Jerry Lewis (flertydig). (Se også artikler, som begynder med Jerry Lewis)
Jerry Lee Lewis (født 29. september 1935 i Ferriday, Louisiana, død 28. oktober 2022) var en amerikansk rock and roll- og countrysanger, sangskriver og pianist.
I 1957 skrev Lewis kontrakt med Sam Phillips' pladeselskab Sun Records, og kom i selskab med Elvis Presley, Johnny Cash og Carl Perkins (de fire blev kendt som The Million Dollar Quartet). I årene 1957-1958 fik Lewis hits med sangene "Whole Lotta Shakin' Goin' On", "Great Balls of Fire", "High School Confidential" og "Breathless".
Under en turné i Storbritannien kom det frem, at den 23-årige stjerne i sit tredje ægteskab havde giftet sig med en halvkusines 13-årige datter, Myra Gale Brown, hvilket medførte at hans turné blev aflyst efter kun tre måneder. Skandalen fulgte ham tilbage til USA, hvor hans karriere gik næsten i stå de følgende ti år. I Europa, særligt i Storbritannien og Tyskland, genvandt han i midten af 1960'erne noget af sin popularitet.
I 1968 fik Lewis et comeback med countrysangen "Another Place, Another Time", og i resten af 1960'erne og 1970'erne fulgte flere countryhits, mens han gradvist gjorde sine udgivelser mere rockede.
1970'erne og de tidlige 1980'ere var præget af hans skilsmisse fra Myra i 1970, hans 19 år gamle søns død i en bilulykke, narkotika- og alkoholmisbrug og en vådeskudsulykke hvor bassisten Butch Owens blev såret.
En film om Lewis tidlige karriere, Great Balls of Fire, kom i biograferne i 1989. Filmen bragte Lewis tilbage i rampelyset, særligt fordi han besluttede at genindspille sine sange til filmens soundtrack.
Lewis var så sent som i marts 2006 på turne i Danmark og Tyskland.